# Kim Ho-chul
Kim Ho-chul (in coreano 김호철; Miryang, 13 novembre 1955) è un allenatore di pallavolo ed ex pallavolista sudcoreano, nel ruolo di palleggiatore.

## Biografia
È padre della pallavolista Mi-Na Kim (1984), già giocatrice del Club Italia, e di Joon Kim (1988), golfista di successo.

## Carriera

### Giocatore

Kim alza una veloce con la maglia di Treviso nella stagione 1987-88

Malgrado un'altezza certo non elevata per quelli che sono gli standard pallavolistici, è stato, nella sua carriera di giocatore, uno dei più grandi palleggiatori di tutti i tempi. Giocò inizialmente a Seul, nelle squadre della scuola Daeshing (1972-1975) e poi in quella dell'Hanyang University (1975-1978).
Fu uno dei primi stranieri a giocare in Italia: nel 1981 fu ingaggiato dalla Santal Parma, con cui vinse gli scudetti 1981-82 e 1982-83, oltre alla Coppa dei Campioni 1983-84. Vinse in tre delle quattro stagioni passate a Parma il premio come MVP del campionato.
Nel 1984 viene forzato a tornare in patria dalla federazione coreana, passando un periodo alla Hyundai Seul.
Successivamente ritornò in Italia per giocare con la nascente Sisley Treviso (ottenne la promozione in A1 nel 1987-88); giocò poi per cinque stagioni con la Jockey Schio, ottenendo un'altra promozione in A1 (1991-92). Chiuse la carriera di pallavolista nel 1995, dopo aver preso parte anche a due edizioni delle Olimpiadi con la nazionale sudcoreana (1984 e 1988).

### Allenatore
Iniziò ad allenare in Italia la Cariparma Parma; seguì poi il Sisley Treviso (con cui vinse uno scudetto nel 1997-98), Valleverde Ravenna, Italia U23 e Senza Confini Trieste, fino al 2003. Ritornò dunque in Corea del Sud; nel 2006 e nel 2007 ha vinto due campionati nazionali con la Hyundai Seul.

## Palmarès

Kim (a sinistra) e Merlo chiamano uno schema per lo Schio nel 1993

### Giocatore

#### Club

##### Competizioni nazionali
- Campionato italiano: 2

1981-82, 1982-83
- Coppa Italia: 2

1981-82, 1982-83

##### Competizioni internazionali
- Coppa dei Campioni: 1

1983-84

#### Nazionale (competizioni minori)
- Giochi asiatici 1978
- Universiadi 1979
- Giochi asiatici 1986

### Allenatore

#### Club

##### Competizioni nazionali
- Campionato italiano: 1

1997-98
- Campionato sudcoreano: 2

2005-06, 2006-07
- Coppa KOVO: 4

2006, 2008, 2010, 2013

##### Competizioni internazionali
- Coppa CEV: 1

1997-98
- V.League Top Match: 1

2007

#### Nazionale (competizioni minori)
- Giochi del Mediterraneo 2001
- Giochi asiatici 2006
- Giochi asiatici 2018

### Premi Individuali
- 1978 - Campionato mondiale: Sestetto ideale
- 1979 - Campionato asiatico e oceaniano: Miglior palleggiatore
- 1982 - Campionato Italiano: MVP Trofeo Gazzetta
- 1983 - Coppa dei Campioni: MVP
- 1983 - Coppa dei Campioni: Sestetto ideale
- 2006 - V-League: Miglior allenatore
- 2007 - V-League: Miglior allenatore